# Srednja Jurkovica
Srednja Jurkovica je naseljeno mjesto u sastavu općine Bosanska Gradiška, Republika Srpska, BiH.

## Stanovništvo
| Srednja Jurkovica  |              |
| Godina popisa      | 1991.        |
| Srbi               | 213 (98,61%) |
| Hrvati             | 1 (0,46%)    |
| Muslimani          | 0            |
| Jugoslaveni        | 0            |
| ostali i nepoznato | 2 (0,93%)    |
| ukupno             | 216          |